# المخارق بن غفار الطائي
المخارق بن غفار بن عفان الطائي قائد من اركان حرب قادة العباسيين في المغرب العربي.

## مشاركته في الثورة العباسية
اشترك المخارق بن غفار الطائي في الثورة العباسية مع عبد الله بن علي بن العباس في معركة الزاب التاريخية وقد قاد أربعة آلاف جندي معه حتى وقع في الأسر، ثم أطلق سراحه لاحقًا.

## المخارق الطائي والياً لطرابلس
بعد دخول محمد بن الاشعث الخزاعي منتصرا في القيروان عاصمة المغرب العربي سنة 144هـ وبعد ان أراح جنده تحرك بجيشه العباسي وفي مقدمتهم القائد المخارق الطائي إلى فتح طرابلس واستعادتها من الاباضية الخوارج واستطاع القائدين هزيمة الخوارج واستعادة سيطرة العباسيين عليها وطهروها من عناصر الخوارج الاباضية ثم عين محمد بن الاشعث المخارق بن غفار الطائي واليا لطرابلس.